# Hernandria ventralis
Hernandria ventralis is een hooiwagen uit de familie Gonyleptidae.